# انگلیسی فیلیپینی
انگلیسی فیلیپینی (مشابه و مرتبط با انگلیسی آمریکایی) هر گونه زبان انگلیسی بومی فیلیپین است، از جمله آن‌هایی که توسط رسانه‌ها و اکثریت قریب به اتفاق فیلیپینی‌ها و زبان‌آموزان تحصیل کرده فیلیپین در کشورهای آسیایی مجاور استفاده می‌شود. زبان انگلیسی به عنوان یکی از دو زبان رسمی کشور در مدارس تدریس می‌شود که دیگری فیلیپینی (تاگالوگ) است. با توجه به هجوم معلمان انگلیسی فیلیپینی در خارج از کشور، انگلیسی فیلیپینی نیز در حال تبدیل شدن به یکی از گونه‌های رایج زبان انگلیسی است که در خاور دور توسط معلمان فیلیپینی در کشورهای مختلف آسیایی مانند کره، ژاپن و تایلند تدریس می‌شود. به دلیل ماهیت بسیار چند زبانه فیلیپین، کدگزینی مانند تاگلیش (انگلیسی تاگالوگ) و بیسلیش (انگلیسی که با هر یک از زبان‌های بیسایایی آمیخته شده‌است) در دامنه‌ها از گفتگوهای معمولی تا موقعیت‌های رسمی رایج است.

## پیشینه
فیلیپین برای اولین بار در سال ۱۵۲۱ میلادی مستعمره امپراتوری اسپانیا شد و بیش از ۳۰۰ سال، با نام هند شرقی اسپانیا شناخته می‌شد. زبان اسپانیایی حدود سه سده در این کشور زبان رسمی بود.
پس از جنگ آمریکا و اسپانیا در سال ۱۸۹۸، ایالات متحده آمریکا، فیلیپین و گوام اسپانیا را ضمیمه به خاک خود کرد و به مدت حدود ۵۰ سال استعمار توانست زبان انگلیسی را تا به امروز در این کشور به مهمترین زبان رسمی تبدیل کند. پس از جنگ فیلیپین و آمریکا، ایالات متحده پیروز میدان شد. سپس زبان اسپانیایی در فیلیپین به انگلیسی و تاگالوگ (زبان بومی فیلیپین)  تغییر پیدا کرد. برخلاف اسپانیایی‌هایی که فیلیپینی‌ها را «ایندیو» خطاب می‌کردند، آمریکایی‌ها با فیلیپینی‌ها گفتگو کردند. آمریکایی ها فیلیپینی‌ها را «آمریکایی‌های قهوه‌ای کوچک» می‌نامیدند. بنابراین، کمتر از نیم سده بعد، فیلیپینی‌ها روابط محکمی با آن‌ها برقرار کردند. فیلیپینی‌ها به‌طور تدریجی رویای آمریکایی را پذیرفتند و به لهجه انگلیسی آمریکایی صحبت کردند. ایالات متحده برخلاف امپراتوری اسپانیا با حاکمیت دینی برای ترویج افکار خویش استفاده نکرد بلکه از طریق سکولاریسم توانست در دل آن‌ها جای گیرد.
در جنگ جهانی دوم، پس از اشغال فیلیپین توسط امپراتوری ژاپن در سال ۱۹۴۲ تا ۱۹۴۵، به مدت ۳ سال زبان رسمی زبان ژاپنی بود. پس از اشغال ژاپن دولت فیلیپین با نام دولت در تبعید مشترک‌المنافع فیلیپین به استرالیا یکی از کشورهای آنگلوسفر نقل مکان کرد و بیشتر با انگلیسی زبان‌ها تعامل پیدا کردند.
پس از حمله ایالات متحده به ژاپن، با خارج شدن نیروهای ژاپنی از فیلیپین، مردم فیلیپین توانستند استقلال خود را پس از سال ۱۹۴۶ میلادی به‌دست آورد. بسیاری مردم فیلیپین حمله ایالات متحده به ژاپن را لازم قلمداد کردند و برای عضو شدن به یکی از ایالت‌های آمریکا به عنوان "پنجاه و یکمین ایالت از ایالات متحده" مبارزه کردند.
امروزه زبان انگلیسی به زبان رسمی فیلیپین در حقوق و تجارت تبدیل شده است. انگلیسی در فیلیپین کشور را به گلوبالیسم برد، زیرا اکنون به زبان اصلی برای تحصیل تبدیل شده است. فیلیپینی‌ها از زبان انگلیسی از طریق رسانه‌های جمعی، هنر، اجتماعی، تجاری و دیپلماسی سیاسی استفاده می‌کنند. این زبان همچنان یک ارتباطات میان فرهنگی قوی است که رابطه فیلیپین و ایالات متحده را پیوند می‌دهد.